# Notos
Dans la mythologie grecque, Notos ou Notus (en grec ancien Νότος / Nótos, en latin Notus) est la personnification du vent du Sud, l'un des quatre vents directionnels. Réputé humide et violent, il est associé à la fin de l'été et est le vent de la pluie et des tempêtes. Son équivalent romain est Auster.
Selon Hésiode, il est le fils d'Astréos (ou d'Éole, le maître des Vents) et d'Éos (l'Aurore).

## Famille
Notos est le fils des titans Astréos et Éos (l'Aurore).
Un des vents directionnels, les Anémoi, il est le frère de Borée, Euros, Caecias, Notos, Lips, Zéphyr et Apéliote. Hygin et Aratos lui donnent également Astrée pour sœur,. Il a aussi pour demi-frères maternels l'étoile du matin et l'étoile du soir, Éosphoros et Hespéros, et les étoiles en général.

## Mythe
Notos joue un rôle important lors du déluge de Deucalion, puisque c'est lui que Zeus choisit de déchaîner afin de faire pleuvoir sans relâche sur la Terre.
On place sa demeure dans les terres méridionales d'Éthiopie.

## Iconographie
Il est décrit avec des ailes bleues sombres et ruisselantes, un visage presque noir, une barbe et une chevelure dégoulinantes.
Comme les autres divinités grecques des vents, Notos est représenté au sommet de la tour des Vents, horloge hydraulique et cadran solaire antique situés dans l'agora romaine d'Athènes.

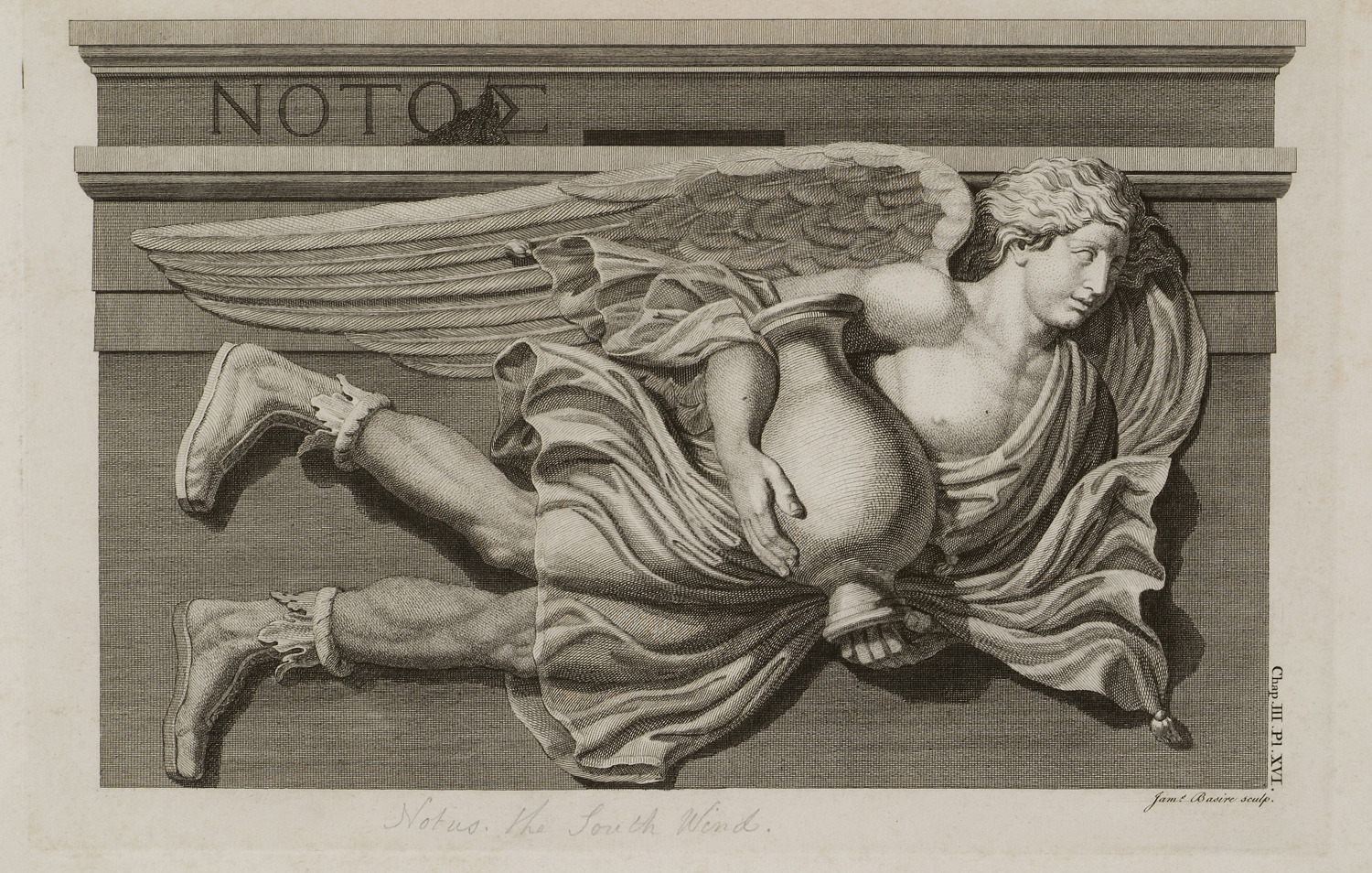
Gravure de la représentation de Notos de la tour des Vents.

## Sources
- Aristophane, Les Oiseaux [détail des éditions] [lire en ligne] (v. 1397).
- Bacchylide (fr. 13 [édition ?]).
- Élien, Nature des animaux (IV, 6).
- Hésiode, Théogonie [détail des éditions] [lire en ligne] (v. 378, 869), Les Travaux et les Jours [détail des éditions] [lire en ligne] (v. 663).
- Homère, Iliade [détail des éditions] [lire en ligne] (XXIII, 194), Odyssée [détail des éditions] [lire en ligne] (V, 291).
- Hymnes homériques [détail des éditions] [lire en ligne] (III à Apollon Pythien, 408).
- Hymnes orphiques [détail des éditions] (lire en ligne) (LXXXII à Notos).
- Hygin, Fables [détail des éditions] [(la) lire en ligne] (Préface).
- Nonnos de Panopolis, Dionysiaques [détail des éditions] [lire en ligne] (VI, 18 ; XIII, 381).
- Ovide, Fastes [détail des éditions] [lire en ligne] (V, 323), Métamorphoses [détail des éditions] [lire en ligne] (I, 56& 262 ; VIII, 1).
- Pindare, Chants inauguraux (fr. 104).
- Quintus de Smyrne, Suite d'Homère [détail des éditions] [lire en ligne] (IV, 550 ; XII, 189).
- Stace, Silves [détail des éditions], Thébaïde [détail des éditions] [lire en ligne] (I, 346 ; V, 705 ; VIII, 422 ; IX, 360).
- Valerius Flaccus, Argonautiques [détail des éditions] [lire en ligne] (I, 574).